# Sebold Bocksdorfer
Sebold Bocksdorfer (* im 15. Jahrhundert in Memmingen; † 1519 in Innsbruck) war Bildschnitzer, Bildhauer, Schnitzer, Plastiker und Kunsthandwerker. 

## Leben
Bocksdorfer ist von 1496 bis 1519 in den Innsbrucker Raitbüchern nachgewiesen und arbeitete für den Hof Kaiser Maximilians I. sowie den Tiroler Adel. Er gilt als Meister der Inntaler Sepulkralkunst. Er stellte vor allem Grabsteine und Totenschilder her, schnitzte Wappen und fertigte zusammen mit dem Maler Sebastian Scheel mehrere Altäre.

## Werke

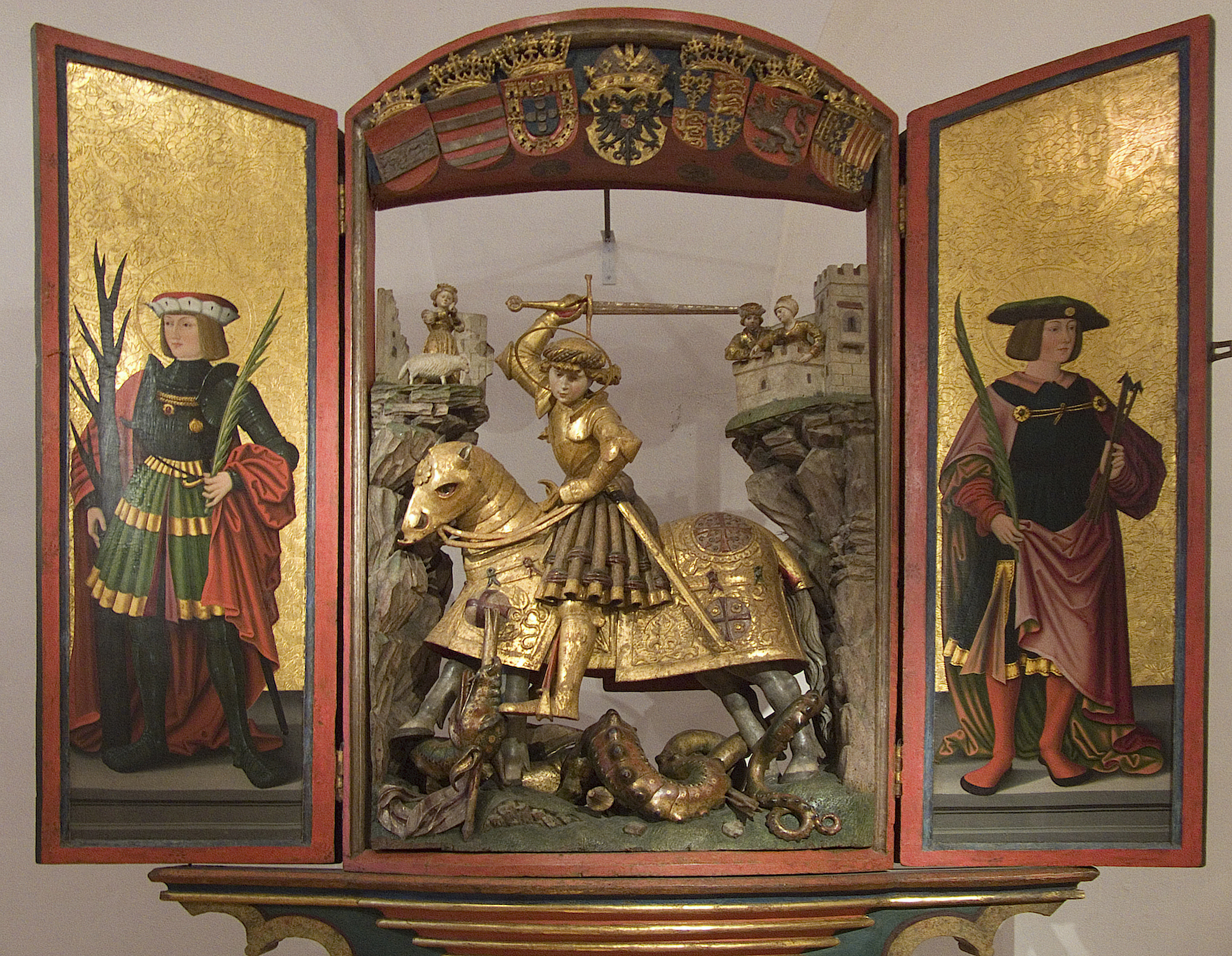
Georgsaltar im Schloss Ambras

Sebold Bocksdorfer verkörpert den Übergangsstil zwischen Spätgotik und Frührenaissance. Er war dem Realismus von Jörg Kölderer verwandt und ein typischer Repräsentant der Kunst um Kaiser Maximilian.
- Totenschild für Oswald von Schrofenstein († 1497) in der Pfarrkirche Landeck-Mariä Himmelfahrt
- Grabstein für Christoph von Schrofenstein († 1519) im Brixner Dom
- Doppelgrabmal für Heinrich und Rudolf Horben von Ringenberg († 1506/1509) im deutschen Gestratz
- Grabmal von Walter Hendl († 1495) in der Pfarrkirche Imst
- Grabmal für Johannes Getzner († 1519) in der Innsbrucker Kirche St. Nikolaus
- Werke in der Meraner Pfarrkirche zum heiligen Nikolaus

In der Pfarrkirche in Mühlbach bei Brixen ist ein Grabmal für Bernhard Beheim den Älteren († 1502), in der Stiftskirche und im Kreuzgang in Neustift bei Brixen das Grabmal von Ritter Christoph Truchseß von Staatz († 1511) von ihm. Weiter sind von ihm sieben Epitaphien im Wiltener Stift und Kreuzgang, darunter das Epitaph für Oswald von Hansen († 1499). Die Altäre in Ambras sowie den dortigen Georgsaltar im Schloss schuf er 1508 bis 1510. Für die Tratzberger Schlosskapelle schnitzte er einen Flügelaltar, der 1508 geweiht wurde. Davon sind nur noch die sitzende heilige Katharina und zwei Stifter-Statuetten aus der Predella erhalten.